# Magic box
Una magic box — literalment ‘caixa màgica’ en català — és una sala de projecció audiovisual on tots els recursos (visuals i auditius) estan pensants per crear una experiència immersiva. La projecció es fa en tota la superfície dels murs i en algun cas, també en el sostre i el terra. És, per tant, totalment embolcallant per a l'espectador. L'àudio també està pensat per acompanyar les imatges i, per tant, està situat de forma que els sons estan ubicats en l'espai de forma tridimensional al voltant de l'espectador. Els primers exemples es van desenvolupar al Japó amb un cub amb superfícies de pantalla translúcida, en el qual 6 projectors situats a l'exterior omplien d'imatges les sis cares. L'exemple més conegut és el "State Grid Pavilion" de l'Exposició Universal de Xangai (2010).